# La Descente des neuf
Pour plus de détails, voir Fiche technique et Distribution.
La Descente des neuf (Η κάθοδος των εννιά, I kathodos ton enia) est un film grec réalisé par Christos Siopachas et sorti en 1984.

## Synopsis
En 1949, à la fin de la guerre civile grecque, les neuf derniers combattants de l'ELAS quittent les sommets du Taygète et tentent dans une longue marche sans espoir de gagner la mer. Poursuivis par l'armée régulière, ils finissent massacrés par celle-ci et des villageois armés. Seul le plus jeune des neuf, âgé de 18 ans survit.

## Fiche technique
- Titre : La Descente des neuf
- Titre original : Η κάθοδος των εννιά (I kathodos ton enia)
- Réalisation : Christos Siopachas
- Scénario : Thanásis Valtinós d'après son propre roman
- Direction artistique :
- Décors :
- Costumes : Melina Violantzi
- Photographie : Nikos Kavoukidis
- Son : Dinos Kittou
- Montage : Giorgos Triantafyllou
- Musique : Michalis Christodoulidis
- Production :  Centre du cinéma grec, Kronaka Ltd, ERT, et Christos Siopachas
- Pays d'origine :  Grèce
- Langue : grec
- Format :  Couleurs
- Genre : drame social et politique
- Durée : 125 minutes
- Dates de sortie : 1984

## Distribution
- Christos Kalavrouzos
- Antonis Antoniou (el)
- Vassilis Tsaglos
- Ilias Yannitsos
- Christos Zorbas
- Costas Charalambidis
- Costas Vichas

## Récompenses
- Festival du cinéma grec 1984 (Thessalonique) : meilleur jeune réalisateur, meilleur acteur dans un second rôle, meilleure musique
- Festival international du film de Moscou 1985 : grand prix